# آنا مونكريف هوفي
آنا مونكريف هوفي (بالإنجليزية: Anna Moncrieff Hovey)‏‏ (11 أغسطس 1902 في وينيبيغ - 27 يناير 1995) عازفة بيانو، ومعلمة موسيقى من كندا.